# Glossinidae
Glossinidae zijn een familie van vliegen uit de orde tweevleugeligen (Diptera).

## Taxonomie
De volgende geslachten en soorten zijn bij de familie ingedeeld:
- Geslacht Glossina Wiedemann, 1830
  - Glossina austeni Newstead, 1912
  - Glossina brevipalpis Newstead, 1910
  - Glossina caliginea Austen, 1911
  - Glossina frezili Gouteux, 1987
  - Glossina fusca (Walker, 1849)
  - Glossina fuscipes Newstead, 1910
  - Glossina fuscipleuralis Austen, 1911
  - Glossina haningtoni Newstead & Evans, 1922
  - Glossina longipalpis Wiedemann, 1830
  - Glossina longipennis Corti, 1895
  - Glossina medicorum Austen, 1911
  - Glossina morsitans Westwood, 1851
  - Glossina nashi Potts, 1955
  - Glossina nigrofusca Newstead, 1910
  - Glossina pallicera Bigot, 1891
  - Glossina pallidipes Austen, 1903
  - Glossina palpalis (Robineau-Desvoidy, 1830) 
  - Glossina schwetzi Newstead & Evans, 1921 
  - Glossina severini Newstead, 1913
  - Glossina swynnertoni 
  - Glossina tabaniformis 
  - Glossina tachinoides 
  - Glossina vanhoofi